# Dofteana
Dofteana est une commune roumaine située dans le județ de Bacău.